# Ochiul privitorului (Star Trek: Seria animată)
„Ochiul privitorului” (titlu original: „The Eye of the Beholder”) este al 15-lea episod din primul sezon al serialului TV american științifico-fantastic Star Trek: Seria animată. A avut premiera la 5 ianuarie 1974 pe canalul NBC.
Episodul a fost regizat de Hal Sutherland după un scenariu de David P. Harmon. Harmon a lucrat și la serialul original, pentru care a scris episodul „Ani fatidici” și a co-scris „Gangsterii” cu Gene L. Coon.

## Prezentare
Dispariția unei echipe științifice face ca USS Enterprise să investigheze sistemul Lactra VII. Nava Ariel se găsește acolo, abandonată, iar căpitanul este la suprafața planetei.
Echipajul de pe Enterprise se teleportează pe planetă unde descoperă o serie de medii neobișnuite.
Pe planetă echipajul îi întâlnește pe Lactrani, un grup de melci de douăzeci de picioare mult mai inteligenți decât oamenii. Echipa este capturată de Lactrani cu scopul de a deveni o parte din colecția lor zoo.